# Zutto… / Last minute / Walk
Zutto… / Last minute / Walk — пятьдесят третий сингл японской певицы Аюми Хамасаки, вышедший 24 декабря 2014 года. Стал первым зимним синглом после You were.../BALLAD, выпущенном в 2009 году.

## О сингле
В ноябре 2014 года на официальном фейсбуке Аюми Хамасаки появилась новость о том, что готовится выпуск тройного зимнего сингла. Впервые её работа в студии и съемки клипа подробно освещались в социальных сетях facebook, LINE и twitter.
В цифровом виде сингл был выпущен 17 декабря, а на физическом носителе 24 декабря 2014. Бонусом первого издания был плакат формата B2. Для жителей Японии были выпущены три музыкальные карточки с уникальными обложками, дающими доступ к скачиванию песен. В дополнение к обычному CD, была выпущена специальная фанклубная версия с отличающейся обложкой, содержащая дополнительный трек — микс из зимних баллад. Она также содержала карточку с серийным номером, дающую доступ к видео со съемок клипа «Zutto…». Сайт, на котором можно было посмотреть видео, начал работать только в конце марта, что вызвало негодование среди фанатов, поскольку подарок оказался бесполезным, ведь 8 апреля клип и его съемочный процесс вышли вместе с альбомом A ONE.
Это первый сингл Аюми Хамасаки, доступный для скачивания в формате высокого качества (24bit/44.1KHz).
Для раскрутки сингла в ноябре 2014 был снят видеоклип «Zutto…». Сингл не содержал двд, так что клип распространялся только в цифровом виде. Темой видео стала «печаль». Сцены менялись от «мира, ощущаещего тепло» до «ледяного мира», олицетворяя чувства, которые становились всё более болезненными. Ледяные сцены снимали в настоящей холодной комнате при температуре −10℃.

### Список композиций
Все тексты написаны Аюми Хамасаки.
| №  | Название                                                                                              | Музыка         | Аранжировка | Длительность |
| -- | --- | -------------- | ----------- | ------------ |
| 1. | «Zutto… (Original mix)»                                                                               | Kunio Tago     | Yuta Nakano | 4:51         |
| 2. | «Last minute (Original mix)»                                                                          | Tetsuya Yukumi | tasuku      | 4:24         |
| 3. | «Walk (Original mix)»                                                                                 | Tetsuya Komuro | Yuta Nakano | 5:03         |
| 4. | «WINTER BALLAD MEDLEY (Days ~ CAROLS ~ No way to say ~ JEWEL ~ You were... ~ momentum ~ POWDER SNOW)» |                |             |              |
| 5. | «Zutto… (Original mix -Instrumental-)»                                                                |                |             |              |
| 6. | «Last minute (Original mix -Instrumental-)»                                                           |                |             |              |
| 7. | «Walk (Original mix -Instrumental-)»                                                                  |                |             |              |

## Позиции в чарте Орикон
| Неделя | Позиция | Продажи |
| ------ | ------- | ------- |
| 1      | #5      | 28,446  |
| 2      | #11     | 4,200   |
| 3      | #40     | 1,262   |
| 4      | #64     | 741     |
| 5      | #113    | 357     |
| 6      | #153    | 337     |
| 7      | #191    | 207     |

- Общее число проданных копий: 35,550 (Япония)

С выпуском этого сингла Аю поставила новый рекорд — она стала первым соло исполнителем (и третьим в целом, после групп Morning Musume и SMAP), чьи 50 синглов поднялись в Топ-10.